# Museum of Vancouver
Das Museum of Vancouver, ehemals Vancouver Museum, befindet sich im Vanier Park, im Stadtteil Kitsilano, der kanadischen Stadt Vancouver. Es ist gemeinsam mit dem H.R. MacMillan Space Centre in einen Gebäudekomplex untergebracht und das größte städtische Museum des Landes. Gezeigt werden Dauer- und Wanderausstellungen zur Geschichte der Stadt, der kulturellen Errungenschaften der Ureinwohner und der Pazifik-Anrainerstaaten sowie Ausstellungen zur aktuellen Zeitgeschichte. Im selben Gebäude befindet sich auch eine Sternwarte. In der Nachbarschaft zum Museum findet sich auch das Vancouver Maritime Museum.

## Geschichte
Die Gründung erfolgte am 17. Januar 1894 durch die Art, Historical, and Scientific Association of Vancouver. Am 15. April wurde der erste permanente Ausstellungsraum eröffnet, das Obergeschoss der Carnegie-Bibliothek. Über die Jahre trug das Museum Tausende von Gegenständen zusammen, die von Einwohnern der Stadt erworben worden waren. Dazu gehörten unter anderem eine ägyptische Mumie, Taxidermien von Tieren der Region, Gegenstände des täglichen Gebrauchs aus dem späten 19. und dem 20. Jahrhundert und Reisetagebücher. 1967 bezog das Museum das neue Gebäude, das aus Anlass des hundertjährigen Jubiläums der Staatsgründung errichtet worden war. Im Juni 2009 wurde das Museum umbenannt und erhielt seinen heutigen Namen.